# Воскресенский мост
Воскресе́нский мост (Курятный мост) — первый каменный мост в Москве через реку Неглинную в районе Воскресенских (Иверских) ворот, на современной Манежной площади, напротив Тверской улицы.

## История
Воскресенский мост был построен в 1601—1603 годах во время правления Бориса Годунова на месте ранее существовавшей деревянной переправы и соединял район Кремля и Китай-города с Белым городом за рекой Неглинной, откуда начиналась дорога в Тверь.
На мосту были зубцы, как на кремлёвской стене и не было арочных стенок. (Поверив «плану Сигизмунда» и не имея более поздних документов А. М. Васнецов нарисовал мост неверно — с высокой аркадой)
Река Неглинная в районе Воскресенского моста была перегорожена плотиной еще в начале XVI века по указу Василия III. В результате разлился обширный пруд. У плотины поставили мельницы, а рядом на низменном правом берегу устроили мучные лавки.
Первоначально мост, видимо, опирался на семь каменных арок. В 1740 году, вследствие обветшания, мост был перестроен архитектором П. Гейденом. По новому проекту мост опирался на пять высоких арок, из которых только одна была проточной, а остальные арки были загорожены дамбой. Сверху у моста вместо перил была сооружена стена с арками, а сам мост был крытым, как это изображено на картине А. М. Васнецова «Курятный (Воскресенский) мост через Неглинку».
На мосту и вблизи него располагалось большое количество торговых лавок:

Славился он торговлей замысловатыми пряниками всевозможных форм и вкусов, а ещё «сахарным хрустом» — леденцами. От Воскресенского до Троицкого моста шли лари и лотки с суслом, квасом, блинами— Наука и жизнь №6 2008
После пожара 1812 года была проведена реконструкция всей территории, прилегающей к Кремлю, под руководством архитектора О. И. Бове. Река Неглинная была перекрыта сводами, а Воскресенский мост засыпан землей.
Вновь «открыт» Воскресенский мост был в ходе обширных археологических раскопок на Манежной площади в 1995—1997 годах.
В настоящее время отреставрированные сооружения Воскресенского моста составляют центральное место экспозиции Музея археологии Москвы (вход в музей находится недалеко от угла гостиницы «Москва», ближайшего к Иверским воротам).